# Renzo Suriani
Renzo Suriani (Avigliana, 26 marzo 1923 – Gusen, 30 aprile 1945) è stato un operaio italiano aderente alla Resistenza e perciò catturato, deportato e ucciso in un lager nazista.

## Biografia
Nacque il 26 marzo 1923 ad Avigliana, da Felice e Carlotta Norese. Di famiglia operaia, residente in via San Pietro 26, secondo la testimonianza di un parente crebbe in una casa talmente povera da essere ribattezzata "delle tre effe: fame, freddo e fumo".
Operaio meccanico specializzato, stando a fonti familiari partecipò alla Resistenza in val Sangone fin dall'autunno del 1943, aderendo dapprima alla banda di giovani aviglianesi capeggiata da Eugenio Fassino e poi alla 41ª brigata Garibaldi "Carlo Carli".
Secondo la testimonianza della sua ex insegnante elementare Maria Gallo, riferita dal figlio Nando Sada, il suo arresto risalirebbe al 26 novembre 1944, giorno d'inizio del rastrellamento nazifascista in val Sangone che causò l'uccisione di 37 civili e 27 partigiani, oltre alla distruzione di una decina di borgate. Suriani sarebbe stato fermato al colle Braida, dove si trovava per far visita alla fidanzata, e poi trasferito a Giaveno. L'International tracing service conferma l'arresto il 20 novembre da parte delle SS tedesche.
Stando alla ricostruzione di Lucio Monaco, vicepresidente della sezione torinese dell'Associazione Nazionale Ex Deportati (Aned), Suriani venne con ogni probabilità spostato da Giaveno alle carceri Nuove di Torino e quindi, mediante il convoglio ferroviario classificato con il numero 115 dall'ex deportato Italo Tibaldi, certamente inviato nel Polizei Durchgangslager di Gries–Bolzano; la sua presenza nel campo di transito è infatti confermata nel libro Uomini donne e bambini nel lager di Bolzano. Una tragedia italiana in 7809 storie individuali di Dario Venegoni. In base a Il libro dei deportati, risultato della ricerca del Dipartimento di Storia dell’Università di Torino diretta da Brunello Mantelli e Nicola Tranfaglia, tra l'8 e l'11 gennaio 1945 Suriani venne infine condotto nel campo di concentramento di Mauthausen in Austria, un campo di "punizione e annientamento attraverso il lavoro". Ancora l'International tracing service documenta, oltre che il transito nel campo di Bolzano, l'immatricolazione come prigioniero politico susseguente un'istruttoria del Comando della Polizia di Sicurezza tedesca di Verona, avvenuta l'11 gennaio a Mauthausen con il numero 115.732.
Sempre l'International tracing service attesta che il 16 febbraio 1945 Suriani fu trasferito da Mauthausen a Gusen con altri 241 deportati di varie nazionalità. Il libro dei deportati, il testo di Dario Venegoni e l'archivio di Italo Tibaldi concordano sul fatto che egli morì il 30 aprile 1945; le ultime due fonti specificano inoltre che il luogo del decesso fu Gusen. Da parte sua, l'International tracing service conferma che il luogo del decesso fu Gusen, ma colloca il tragico evento il 7 maggio 1945, così come per altro riporta la lapide nel cimitero di Avigliana in base alla comunicazione verbale certificata depositata in Comune da un partigiano che aveva condiviso con Suriani la deportazione.
Nel 2017 è stata dedicata a Renzo Suriani una pietra d'inciampo, posata ad Avigliana in via San Pietro 26.